# Noah James
Noah James (Los Ángeles, California, 18 de mayo de 1989) es un actor estadounidense, conocido por su papel del apóstol san Andrés en la serie histórica The Chosen (2019).

## Biografía
Noah James nació en Los Ángeles, en el seno de una familia judía-sefardí orihunda de Israel. Creció en Tempe, Arizona y se graduó de la Escuela de Artes Tisch de la Universidad de Nueva York. Desde hace unos años, reside en Los Ángeles.
Ha intervenido en: The Chosen (2017); Party with Me (2020); y Navidades en California: Luces de la ciudad (2021).

### The Chosen
Noah que es de religión judía, ha manifestado que su intervención en la serie le ha hecho creer en Jesús, reforzado su fe en Dios. El rodaje de The Chosen ha supuesto largas jornadas de trabajo. En ocasiones han rodado una escena que ha durado diez horas, pero que en pantalla supone tres minutos. Para Noah, la serie ha sido una gran oportunidad de aprender las enseñanzas de Cristo y compartirlas entre todos los que hacen la serie.

Soy judío, y no sabía que me esperaba en medio de Texas (lugar de grabación de la serie) uniéndome a la serie. Aprendí más de Jesús y sus enseñanzas en estos cinco años que en toda mi vida (...) Especialmente en el sermón de la montaña, vi que no había una manera mejor de aprender sobre Jesús

Si la serie puede ser, aunque sea una pequeña luz, en la vida de alguien que está pasando por un momento insoportable, no puedo pedir más.